# Vic Lindquist
Vic Lindquist, född 22 mars 1908, död 30 november 1983, var en kanadensisk ishockeyspelare. Lindquist blev olympisk guldmedaljör i ishockey vid vinterspelen 1932 i Lake Placid.